# Team Golden Glory
Team Golden Glory was een Nederlandse managementorganisatie waar meer dan dertig professionele vechtsporters onder contract stonden, uitkomend in het kickboksen, Muay Thai en MMA. De organisatie was opgericht in 1999 en zetelde in Breda. De oprichters, tevens in dienst als manager bij Golden Glory, waren Bas Boon, Frederico Lapenda en Ron Nyqvist.
Team Golden Glory bood haar vechters managements- en trainingsfaciliteiten. 
Trainers: Cor Hemmers, Martijn de Jong, Dave Jonkers
Ze hadden afspraken met zes sportscholen in binnen- en buitenland dat zij de naam 'Golden Glory' mochten voeren. Vechters die daar trainden behoorden dan toe aan Golden Glory. Ze hadden drie vestigingen in Nederland (Breda, Helmond en Zuidlaren) en drie in het buitenland, te weten in Boekarest (Roemenië), Berlijn (Duitsland) en Pattaya (Thailand).
De vechters die bij Team Golden Glory onder contract stonden kwamen wereldwijd uit voor grote vechtsportbonden als K-1, PRIDE, DREAM, en UFC.
Team Golden Glory werd in 2012 gekocht en opgenomen in de nieuwe kickboksorganisatie Glory. Een aantal personen die voorheen bij Team Golden Glory betrokken waren, werden werkzaam bij Glory.

## Bekende vechters
- Marloes Coenen
- Heath Herring
- Nieky Holzken
- Stefan Leko
- Alistair Overeem
- Gökhan Saki
- Sem Schilt
- Errol Zimmerman